# Гоце Делчев (1940)
Вижте пояснителната страница за други значения на Гоце Делчев.
„Гоце Делчев“ с подзаглавие Възпоменателен лист на Македонското благотворително д-во Гоце Делчев е български вестник, издание на Македонското благотворително дружество „Гоце Делчев“ в Пловдив, България.
Излиза в един брой на 6 май 1940 година. Печата се в печатница „Свобода“ в Пловдив в тираж от 1000 броя.